# Eitikka
Eitikka eller Eitikanjärvi är en sjö i Finland. Den ligger i kommunen Kuopio i landskapet Norra Savolax, i den centrala delen av landet, 400 km norr om huvudstaden Helsingfors. Eitikka ligger 127,8 meter över havet. Den är 7,7 meter djup. Arean är 97,4 hektar och strandlinjen är 6,15 kilometer lång. Sjön  ingår i Vuoksens huvudavrinningsområde.   I omgivningarna runt Eitikka växer i huvudsak blandskog.